# 両河内スマートインターチェンジ
両河内スマートインターチェンジ（りょうごうちスマートインターチェンジ）は、静岡県静岡市清水区において事業中の中部横断自動車道のスマートインターチェンジである。名称は仮称である。

## 概要
本線直結型で建設され、利用可能車種はETC搭載の全車種（車長12 m以下）で24時間運用、上下線ともに出入可となる予定。

## 道路
- E52 中部横断自動車道

## 沿革
- 2021年（令和3年）8月6日 : 国土交通省より連結許可[1]。

## 周辺
- 土村キャンプ適地

## 隣
E52 中部横断自動車道
(9)新清水JCT - 両河内スマートIC（仮称・事業中） - (1)富沢IC